# القضايا البيئية في إيران

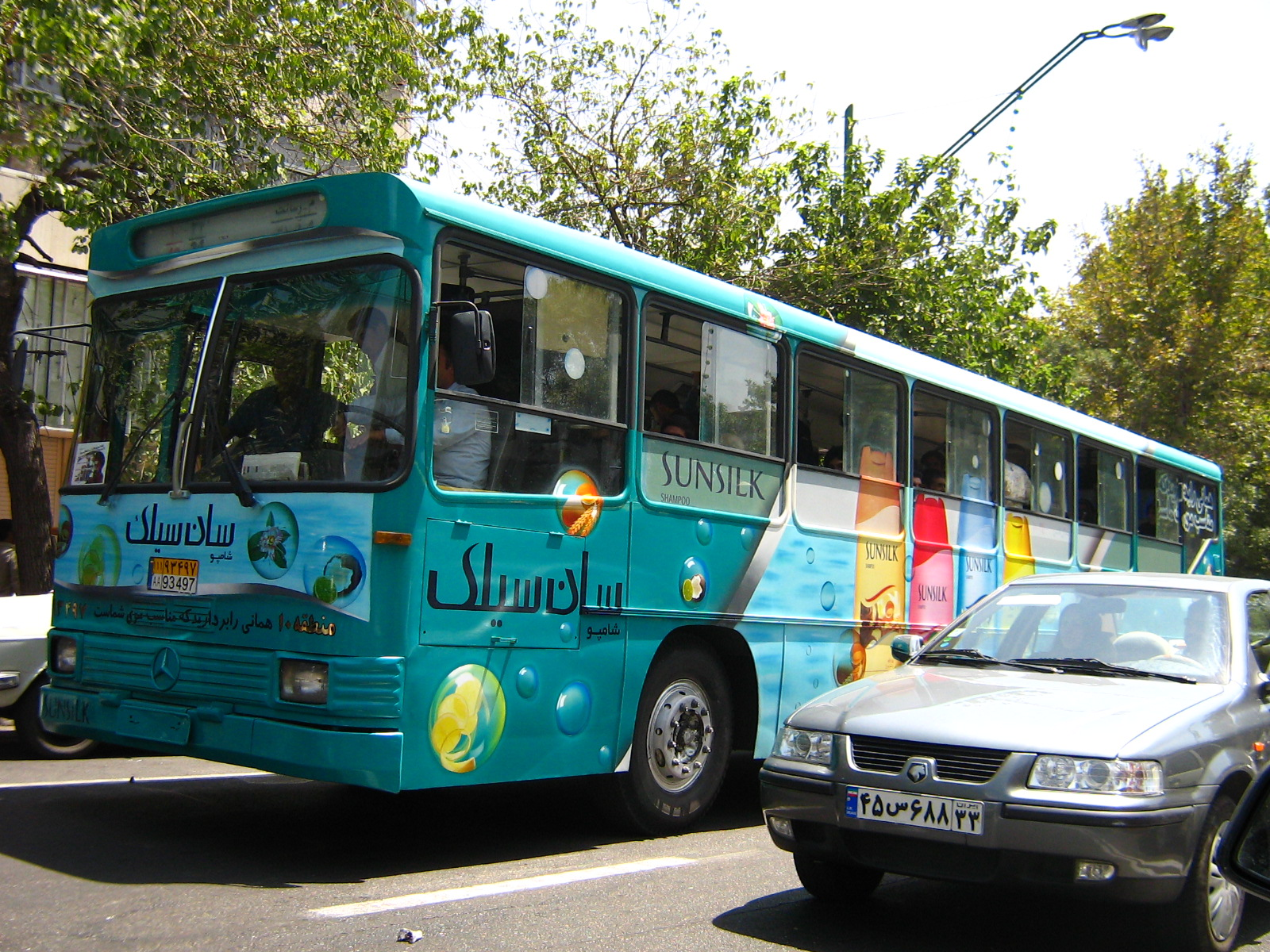
السيارة مقابل وسائل النقل العام في طهران

تشمل القضايا البيئية في إيران، لا سيما في منطقة حضرية، انبعاثات مركبة وعمليات مصفاة النفط والنفايات الصناعية السائلة التي تساهم في رداءة تلوث الهواء. تستخدم معظم وقود السيارات المحتوي على الرصاص وتفتقر إلى معدات التحكم في الانبعاثات. تم تصنيف طهران كواحدة من أكثر مدن العالم تلوثًا. ومع ذلك، من المخطط أن تحل الحافلات والسيارات التي تعمل بالغاز الطبيعي محل أسطول نقل العام الحالي في المستقبل. أيضًا، يتم الاحتفاظ بأسعار الطاقة منخفضة بشكل مصطنع في إيران من خلال الدعم وزارة النفط (إيران) الثقيل، مما يؤدي إلى أنماط استهلاك غير فعالة وملوثة للغاية.  تعد إدارة حركة المرور وفحص المركبات والاستخدام العام دراجة كهربائية والاتصالات في إيران جزءًا من الحل.

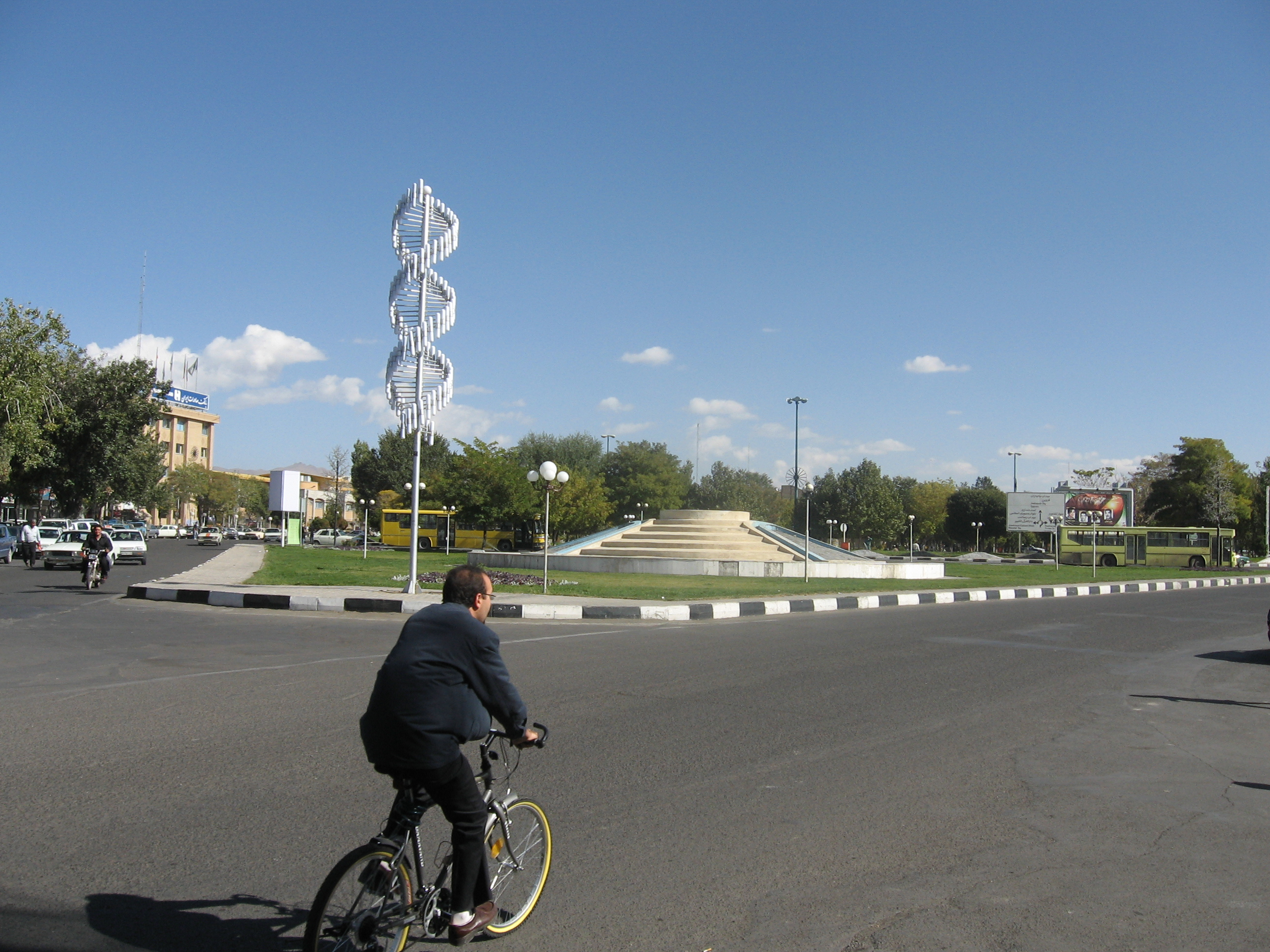
دراج إيراني في زنجان

دفع ارتفاع معدل الإصابة به مرض تنفسي فی طهران وأراك (إيران)، جنوب غرب العاصمة، إلى وضع برامج لمكافحة تلوث الهواء. تهدف هذه البرامج إلى التقليل التدريجي من كمية المواد الكيميائية الضارة التي يتم إطلاقها في غلاف جوي.
يعاني جزء كبير من أراضي إيران من رعي جائر و / أو التصحر و / أو إزالة الغابات. أدى الجريان السطحي في المناطق الحضرية إلى تلويث الأنهار والمياه الساحلية والجوفية يتم تدمير الأراضي الرطبة ومسطحات المياه العذبة بشكل متزايد مع توسع الصناعة والزراعة في إيران، وأضرت الانسكابات النفطية والكيماوية بالحياة المائية في البحار الجنوبية والشمالية في إيران تزعم إيران أن الاندفاع الدولي لتطوير احتياطيات النفط والغاز في بحر قزوين يعرض تلك المنطقة لمجموعة جديدة من التهديدات البيئية. على الرغم من وجود وزارة البيئة منذ عام 1971، إلا أن إيران لم تضع بعد سياسة تنمية المستدامة لأن الأهداف اقتصاد إيران قصيرة المدى كانت لها الأسبقية.
يقدر البنك الدولي الخسائر التي لحقت بالاقتصاد الإيراني نتيجة الوفيات الناجمة عن تلوث الهواء بمبلغ 640 مليون دولار، أي ما يعادل 5.1 تريليون ريال أو 0.57 في المائة من ناتج محلي إجمالي الناتج المحلي الإجمالي. تتسبب الأمراض الناتجة عن تلوث الهواء في خسائر يقدر بنحو 260 مليون دولار سنويا أو 2.1 تريليون ريال أو 0.23 في المائة من الناتج المحلي الإجمالي على الاقتصاد الإيراني. صنف تقرير صادر عن برنامج الأمم المتحدة للبيئة إيران في المرتبة 117 من بين 133 دولة من حيث المؤشرات البيئية.

## الاتفاقيات البيئية الرئيسية

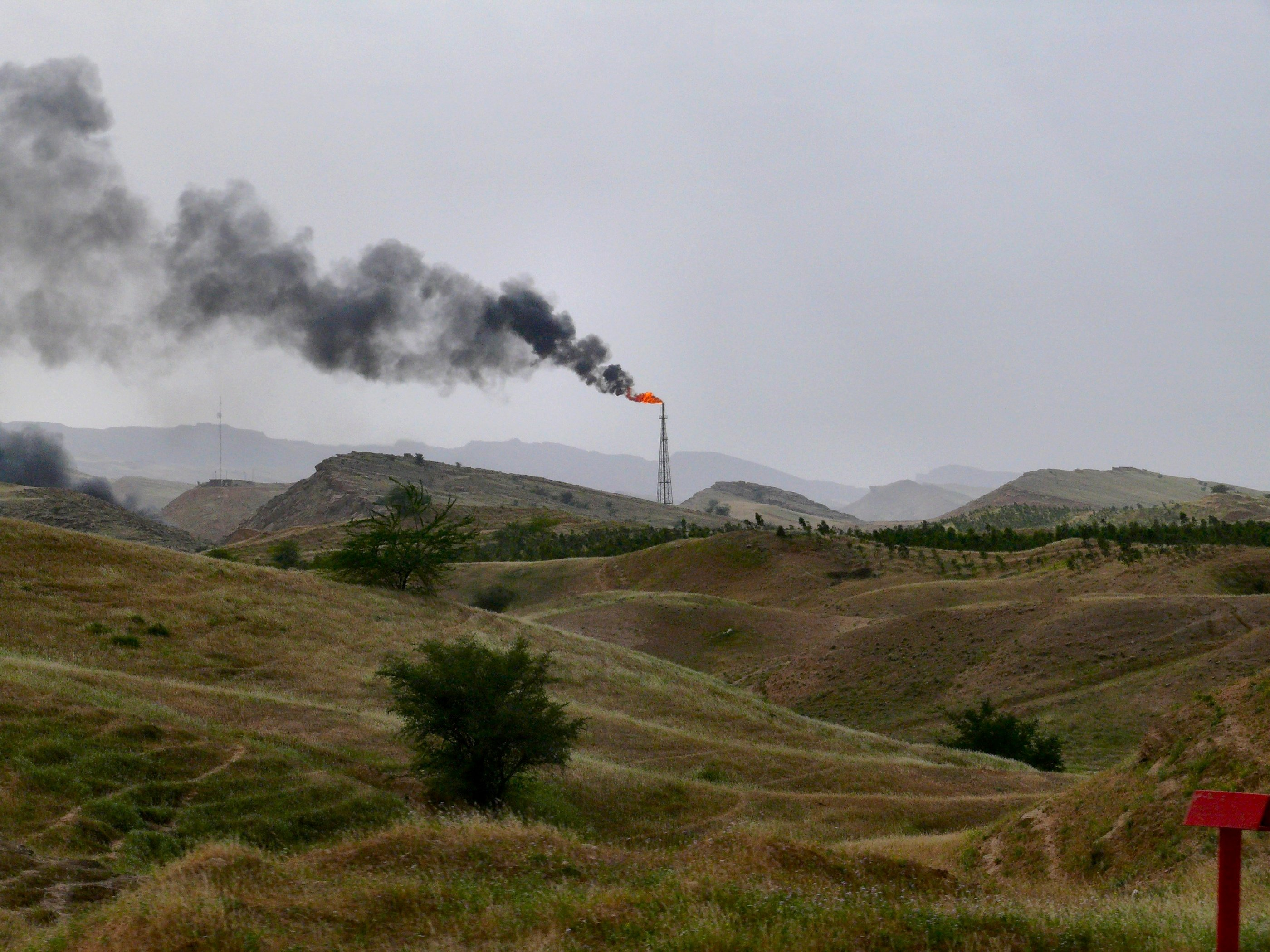
80٪ من تلوث الهواء في طهران ناتج عن السيارات، و٪20 المتبقية ناتجة عن المصانع وانبعاثات الصناعة.

طرف في: التنوع البيولوجي، اتفاقية كيوتو بشأن تغير المناخ ولكن ليس تعديل الدوحة، التصحر، والأنواع المهددة بالانقراض، والنفايات الخطرة، والإغراق البحري، وحماية طبقة الأوزون، والأراضي الرطبة.
 تم التوقيع ولكن لم يتم التصديق عليه: التعديل البيئي ، قانون البحار، الحفاظ على الحياة البحرية، اتفاق باريس للمناخ بشأن تغير المناخ.
الأخطار الطبيعية: حالات الجفاف والفيضانات الدورية؛ العواصف الترابية والعواصف الرملية. الزلازل على طول الحدود الغربية والشمال الشرقي.
البيئة - القضايا الحالية: تلوث الهواء، خاصة في المناطق الحضرية، من انبعاثات المركبات وعمليات التكرير مصفاة النفط؛ إزالة الغابات؛ الرعي الجائر. التصحر. التلوث النفطي في الخليج الفارسي والعربي. خسائر الأراضي الرطبة من الجفاف؛ تدهور وتقهقر التربة (تملح التربة)؛ إمدادات غير كافية من مياه الشرب؛ تلوث المياه من مياه الصرف الصحي الخام والنفايات الصناعية؛ التحضر. احتلت إيران المرتبة الأسوأ في العالم من حيث تآكل التربة في عام 2011. حصلت إيران على مؤشر سلامة المناظر الطبيعية للغابات لعام 2018، بمتوسط درجات 7.67 / 10، لتحتل المرتبة 34 عالميًا من بين 172 دولة.
التخلص من القمامة / النفايات: يتم إنتاج ما يقدر بنحو 50000 طن من النفايات في البلاد كل يوم يتم التخلص منها بطريقة صحية بنسبة تتراوح بين 70 و80 بالمائة، بينما يتم التخلص من الباقي. تنتج إيران أكثر من 8 ملايين طن من نفايات خطرة سنويًا (2016).